# 超短波警戒機甲
超短波警戒機甲（ちょうたんぱけいかいき・こう）は、大日本帝国陸軍が開発したレーダー。電波ビームの掃引によってではなく、送信機と受信機を地理的に離隔して設置することで警戒線を構築し、この線に接近してきた航空機を探知するという「線警戒」方式を採用している。

## 来歴
旧日本軍（陸海軍）のレーダー開発史においては、防空を主として重んじることから陸軍が先進的な存在であり、かつ陸軍上層部自体の理解も高いもので、陸軍科学研究所において電波を通信以外の用途に利用する研究を開始したのは1932年（昭和7年）、航空機探知を目的とする狭義のレーダー研究を促進し始めたのは1938年（昭和13年）春、レーダー受信実験の成功は1939年（昭和14年）2月である。陸軍側のレーダー開発指揮者は佐竹金次大佐を中核に、ほか畑尾正央大佐・新妻清一中佐（各最終階級）等。こうした背景と体制の下、まず開発されたのが超短波警戒機甲であった。
1939年2月20日、レーダー研究中の陸軍科学研究所と日本電気（NEC）・日本無線（JRC）からなる軍民合同研究チームは、栃木県那須の金丸原陸軍飛行場で連続波で航空機からの反射波を受信することに成功。この実験は本来は山上に鉄板製の反射板を置きそれによって3m波(100MHz)の電波が反射するのを確認しようとしたものであったが、金丸原陸軍飛行場を離陸した練習機（木製）からの反射電波を「先に確認してしまった」ものであった。この結果に着目した陸軍はレーダー研究に注力、同年5月には強力な試作送信機を、また高さ150mの送信用鉄塔を建設し大規模実験を開始している。同年10月頃には陸軍次官阿南惟幾中将が香貫山の受信所に視察に訪れ、東京飛行場から大阪第二飛行場へ向かう旅客機の反射波受信を確認している。レーダー研究は1940年（昭和15年）4月には基礎科学研究機関たる陸軍科学研究所から、開発の実務機関たる陸軍技術本部第4部（通信・電波兵器担当）に移管され本格的な兵器化研究に入った。
これらの実績をもとに実用化されたのが、本機「超短波警戒機甲」である。これは初歩的なバイスタティック・ドップラーレーダーで、「日本初の実用レーダー」（但し目標までの距離が測定できないため厳密にはレーダーではない）であり、1940年10月には実用試験を兼ねて各種4台が中国戦線（支那派遣軍）に送られている。「超短波警戒機甲」は総計129台が製造され（太平洋戦争開戦時の1941年12月9日には南方軍に各種14台交付）、1942年（昭和17年）2月に開発は終了し同年秋までに一応の配備を完了している。一対の送受信所間の線警戒方式で、送受信所を有効に展開するのが困難な外地向きではないことと、仮想敵国ソ連赤軍の長距離爆撃機の飛来を警戒していたことから、配備先は主力が日本本土、三分の一が満洲（関東軍）、南方軍に少数となる。

## 設計
「超短波警戒機甲」は出力、探知距離により10ワット、20ワット、100ワット、400ワットの4種類の送信機があり、それぞれ警戒距離は80、120、200、350kmであった。システムは送信機と受信機からなり、それぞれを前述の警戒距離に準じた位置に設置して、送受信機それぞれのアンテナ間（警戒線間）に敵機が接近して来た場合に探知を可能とする「線警戒」方式。送信機からは無指向性アンテナにより送信波が放たれ、受信機からは常に一定の音程の連続音が鳴り続ける。敵機の接近に従い、送受信機間の周波数とは異なる反射波が受信機のアンテナに捉えられると、受信機のスピーカーから放たれる音の音程がドップラー効果により変化する為、探知要員は敵機の接近を知る事が出来る。また、敵機が完全に警戒線を通過した場合は連続音が途絶える仕組みである。「超短波警戒機甲」はその特徴的な音程変化から「ワンワン方式」とも俗称されたという。「超短波警戒機甲」は小型軽量で、パルスレーダーで検知しにくい木製や幌布張の旧式構造機も探知しやすい利点はあったが、原則的に要地用としての運用しかできず、直接前方方向の警戒も行いにくいシステムであったため、後に10W及び20W送信機と組み合わせて直接前方警戒を可能とする「タチ33号」（警戒距離10km）及び「タチ34号」（警戒距離40km）、地上に送信機、航空機側に受信機を置く構成で機上レーダーへの応用を図った「タキ37号」の研究も行われたが、いずれも終戦には間に合わなかった。

## 配備
1930年代後半以降、レーダー開発企業の日本電気におけるパルスレーダーの研究の進展により、陸軍は「超短波警戒機甲」の開発・配備と並行して、1941年始めにパルスレーダーの超短波警戒機乙の開発を始めている。
旧式となった「超短波警戒機甲」は新式の「超短波警戒機乙」との併用で終戦まで使用されているが、それでも有効的に活用され一定の活躍を見せている。1944年6月15日夜、中国奥地の成都を出撃したB-29による日本本土空襲では初となる八幡空襲では、朝鮮の済州島配備の「超短波警戒機乙」がまずB-29編隊を探知、続いて対馬島（厳原） - 福江島および平戸島、沖ノ島 - 東松浦半島（呼子）を結んでいた「超短波警戒機甲」がこれを探知し、結果B-29が目標の北九州上空に達した時には「超短波警戒機甲・乙」の情報により待ち構えていた飛行第4戦隊の二式複座戦闘機「屠龍」および、高射砲・高射機関砲・照空灯が効果的に邀撃を行った。この八幡空襲でアメリカ陸軍航空軍第58爆撃団は日本陸軍の邀撃によりB-29 2機を撃墜され、また6機が被弾損傷（撃破）、さらに事故により5機を喪失している。